# 拉扎里夫卡 (莫納斯特里斯卡區)
49°2′19″N 25°3′44″E / 49.03861°N 25.06222°E
拉扎里夫卡（烏克蘭語：Лазарівка），是烏克蘭的村落，位於該國西部捷爾諾波爾州，由喬爾特基夫區負責管轄，始建於1795年，面積2.21平方公里，2001年人口502，人口密度每平方公里227.7人。